# Plaskovac
Plaskovac (izvirno srbsko Пласковац) je naselje v Srbiji, ki upravno spada pod Občino Topola; slednja pa je del Šumadijskega upravnega okraja.

## Demografija
V naselju živi 442 polnoletnih prebivalcev, pri čemer je njihova povprečna starost 42,7 let (42,4 pri moških in 43,0 pri ženskah). Naselje ima 150 gospodinjstev, pri čemer je povprečno število članov na gospodinjstvo 3,73.
To naselje je, glede na rezultate popisa iz leta 2002, večinoma srbsko.
|  |

| Demografija | Demografija     | Demografija     |
| Leto        | Št. prebivalcev | Št. prebivalcev |
| ----------- | --------------- | --------------- |
|             |                 |                 |
|             |                 |                 |
|             |                 |                 |
|             |                 |                 |
| 1948        | 859             |                 |
| 1953        | 817             |                 |
| 1961        | 811             |                 |
| 1971        | 762             |                 |
| 1981        | 666             |                 |
| 1991        | 667             | 616             |
| 2002        | 610             | 559             |
|             |                 |                 |

| Etnična sestava po popisu iz leta 2002 | Etnična sestava po popisu iz leta 2002 | Etnična sestava po popisu iz leta 2002 | Etnična sestava po popisu iz leta 2002 | Etnična sestava po popisu iz leta 2002 |
| -------------------------------------- | -------------------------------------- | -------------------------------------- | -------------------------------------- | -------------------------------------- |
| Srbi                                   | Srbi                                   |                                        | 552                                    | 98,74%                                 |
| Jugoslovani                            | Jugoslovani                            |                                        | 5                                      | 0,89%                                  |
| Neznano                                | Neznano                                |                                        | 2                                      | 0,35%                                  |